# Delta aquarides du Sud
Les Delta aquarides du Sud sont un essaim météoritique que l'on peut voir chaque année de mi-juillet à mi-août, avec un pic le 28 juillet ou 29 juillet. 
L'origine de l'essaim remonte à la rupture d'une comète ayant donné naissance aux comètes actuelles Marsden et Kracht.
Les Delta aquarides sont ainsi nommées car leur radiant apparent est situé dans la constellation du Verseau, près de l'une des étoiles les plus brillantes de cette constellation, Delta Aquarii. Il existe deux branches de la pluie de météorites, celle du Sud et celle du Nord. La Delta aquarides du Sud est considérée comme intense, avec une cadence d'observations moyenne de 15 à 20 par heure, et un pic au zénith de 18. Le radiant moyen est à RA = 339°, DEC = −17°.  

## Histoire
L'observation des Delta aquarides a été rapportée par G. L. Tupman en 1870, qui traça 65 météores observés entre le 27 juillet et le 6 août. Il détermina les radiants apparents de début à RA = 340°, DEC = -14° et de fin à RA = 333°, DEC = -16°, qui furent corrigés ultérieurement. Ronald A. McIntosh retraça les trajectoires en se basant sur un plus grand nombre d'observations effectuées entre 1926 et 1933. Il détermina le radiant de début à RA = 334.9°, DEC = −19.2° et celui de fin à RA = 352.4°, DEC = −11.8°. Cuno Hoffmeister et une équipe allemande furent les premiers à enregistrer les caractéristiques des Aquarides du Nord vers 1938, et le canadien D. W. R. McKinley observa les deux branches en 1949, mais ne fit pas le lien entre les deux radiants. Ceci fut accompli par l'astronome Mary Almond en 1952, qui détermina à la fois la vitesse précise et l'orbite des δ Aquarides. Elle utilisa un écho radio pour identifier les météores probables et traça un plan orbital précis. Son article mentionne un vaste "système d'orbites" qui sont probablement "connectées et produites par un flux étendu." Ceci fut confirmé dans les années 1952–1954 par le Harvard Meteor Project, via observations photographiques des orbites. Le projet mit aussi en évidence l'influence de Jupiter.

## Observation
Les Delta aquarides s'observent le mieux avant l'aube, à l'écart de la pollution lumineuse. L'hémisphère sud offre habituellement de meilleures observations car le radiant est plus haut dans le ciel pendant la période du pic. Comme le radiant est au dessus de l'horizon sud pour les observateurs de l'hémisphère nord, les météores vont principalement partir dans les directions nord, est et ouest. 